# Štěpán Vojtěch

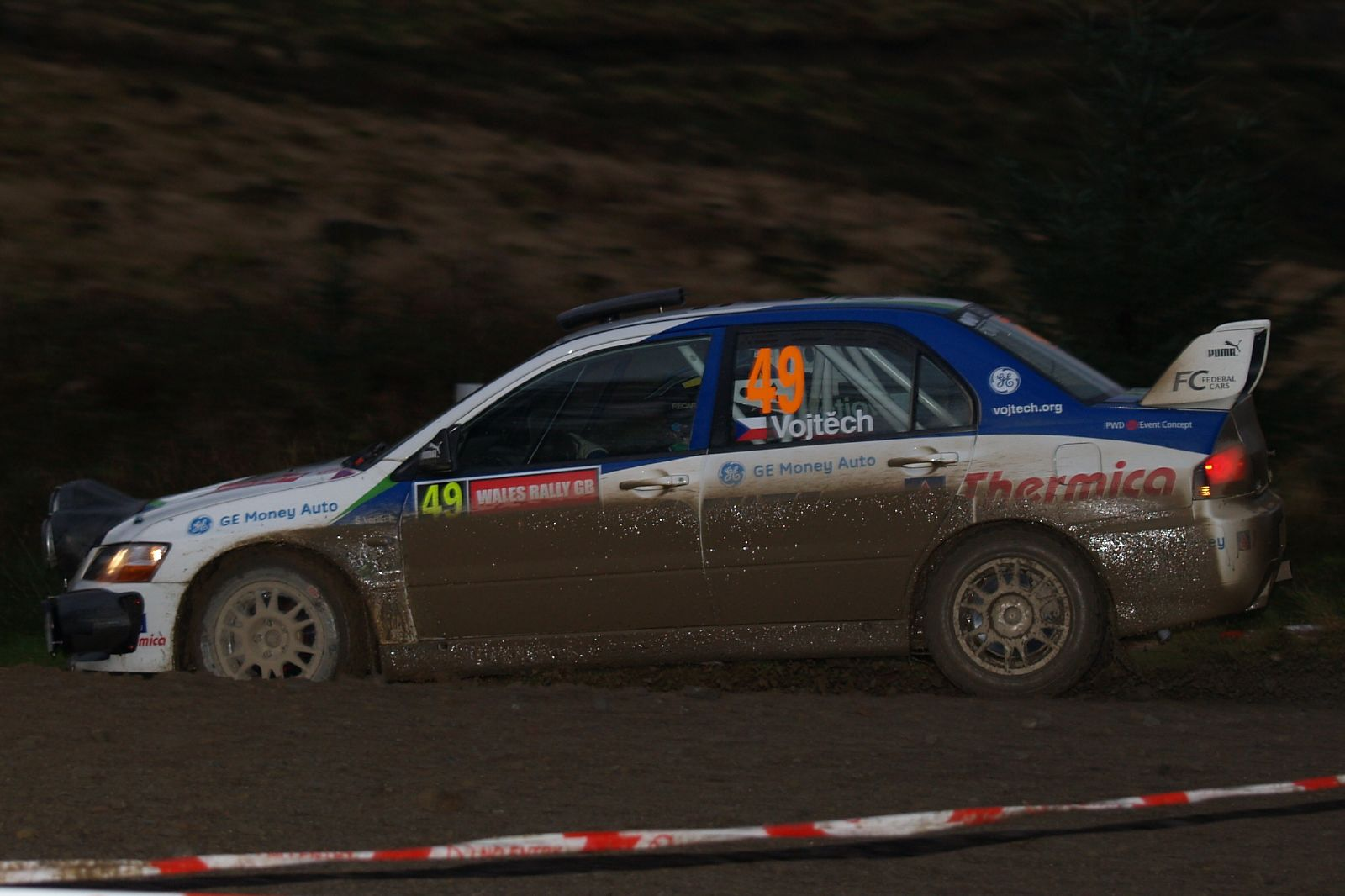
Štěpán Vojtěch na Wales Rally GB (PWRC) v roce 2007

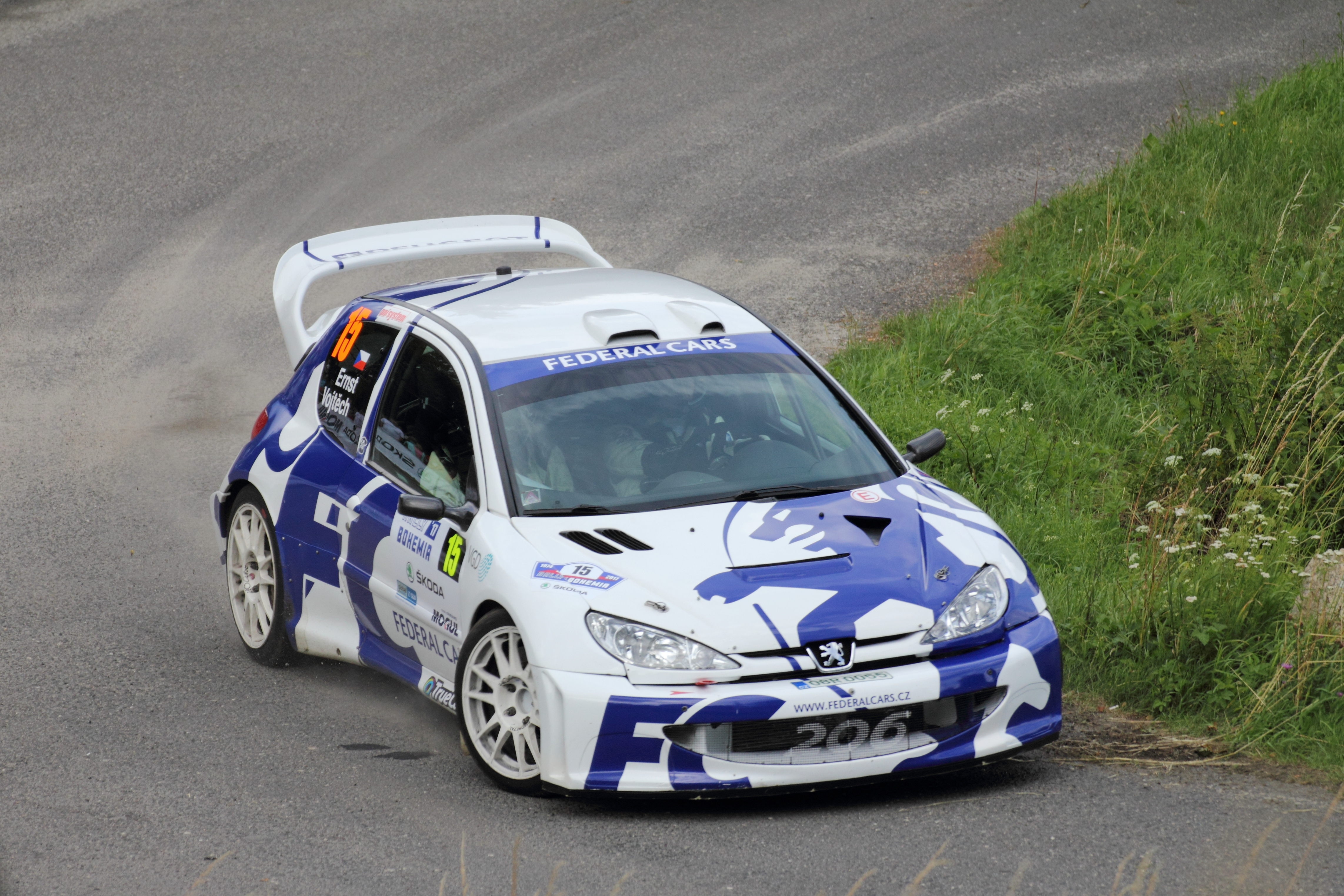
Peugeot 206 WRC posádka Vojtěch-Ernst na Rally Bohemia 2017

Štěpán Vojtěch (* 23. dubna 1977) je český soutěžní jezdec, jezdec rally syn automobilového závodníka Zdeňka Vojtěcha a bratr rovněž automobilového závodníka Tomáše Vojtěcha a pilotky dopravních letadel Natálie Vojtěchové.
Je znám především za volantem vozu Peugeot 206 WRC se kterým jezdil se svým bratrem Tomášem. Pod hlavičkou společností OMV absolvoval závody World Rally Car. Je šéfem[kdy?] společnosti FEDERAL CARS, která je autorizovaným prodejcem vozů značky Peugeot a Volvo. Krom prodeje nových a ojetých vozů obou značek, nabízí i autorizovaný servis vozů Peugeot, Volvo a Citroën. Štěpán Vojtěch se i dnes příležitostně účastní některých rallye závodů, hlavně domácí Rallye Bohemia. Jeho partnerkou byla krátké období česká modelka Diana Kobzanová.
V roce 2008 Štěpán přešel na okruhy, závodil v prestižním ADAC GT Masters či kontinentálním FIA GT3 European Championship. Stal se mistrem FIA GT G2 va barvách stáje GTO-Charouz s vozem Mosler MT900R.
V roce 2011 startoval v Lamborghini SuperTrofeo.

## Výsledky mistrovství České republiky v rallye
| Rok  | Účastník            | Vůz                   | 1       | 2       | 3       | 4       | 5       | 6       | 7       | 8     | 9   | Umístění MMČR | Body |
| ---- | ------------------- | --------------------- | ------- | ------- | ------- | ------- | ------- | ------- | ------- | ----- | --- | ------------- | ---- |
| 2001 | TSV Total           | Toyota Celica GT-Four | ŠUM Ret | VAL Ret | KRU 12  | BOH Ret | BAR Ret | PŘÍ 11  | TŘE 5   |       |     | 16            | 16   |
| 2002 | TSV Total           | Toyota Corolla WRC    | ŠUM Ret | VAL 3   | KRU Ret | BOH 37  | BAR 9   | PŘÍ Ret | TŘE Ret |       |     | 14            | 85   |
| 2003 | JM Racing           | Toyota Corolla WRC    | ŠUM 7   | VAL 2   | KRU Ret |         |         |         |         |       |     | 6             | 64   |
| 2003 | JM Racing           | Peugeot 206 WRC       |         |         |         | BOH Ret | BAR Ret | PŘÍ 3   | TŘE 5   |       |     | 6             | 64   |
| 2004 | OMV Rally Team      | Peugeot 206 WRC       | JÄN     | ŠUM Ret | TAT 5   | KRU 5   | BOH Ret | BAR Ret | PŘÍ Ret | TŘE   |     | 13            | 24   |
| 2005 | OMV Rally Team      | Peugeot 206 WRC       | JÄN Ret | ŠUM 2   | VAL 2   | TAT 3   | KRU 1   | BOH 4   | BAR     | PŘÍ 1 | TŘE | 2             | 142  |
| 2009 | Thermica Rally Team | Škoda Fabia S2000     | VAL     | ŠUM     | KRU     | HUS     | BAR     | PŘÍ     | BOH Ret |       |     | -             | 0    |
| 2010 | XTG Rally Team      | Škoda Fabia S2000     | VAL     | ŠUM     | KRU     | HUS     | BOH Ret | BAR     | PŘÍ     |       |     | -             | 0    |
| 2015 | Štěpán Vojtěch      | Peugeot 206 WRC       | ŠUM     | KRU     | HUS     | BOH 3   | BAR     | KLA     |         |       |     | -             | -    |
| 2016 | Štěpán Vojtěch      | Peugeot 206 WRC       | ŠUM     | KRU     | HUS     | BOH Ret | BAR     | PŘÍ     |         |       |     | -             | -    |
| 2017 | Štěpán Vojtěch      | Peugeot 206 WRC       | VAL     | ŠUM     | KRU     | HUS     | BOH 6   | BAR     | PŘÍ     |       |     | -             | -    |
| 2018 | Štěpán Vojtěch      | Škoda Fabia R5        | VAL     | ŠUM     | KRU     | HUS     | BOH 7   | BAR     | PŘÍ     |       |     | -             | -    |
| 2019 | Štěpán Vojtěch      | Peugeot 206 WRC       | VAL     | ŠUM     | KRU     | HUS     | BOH 9   | BAR     | PŘÍ     |       |     | -             | -    |
| 2020 | Štěpán Vojtěch      | Peugeot 206 WRC       | KRU     | HUS     | BOH 10  | VAL     | ZLI     | PAČ     | ŠUM     |       |     | 10.*          |      |